# Франс Гьортсен
Франс Гьортсен (на нидерландски: Frans Geurtsen) е нидерландски футболист, роден на 17 февруари 1942 г. в Утрехт, Нидерландия.
Кариерата му започва в местния Велюкс, който се състезава във Втора дивизия (реално трето ниво на нидерландския футбол). През 1962/63 г. сборен отбор на Утрехт, съставен от футболисти на Велюкс, Елинквайк и ДОС, участва в турнира за Купата на Панаирните градове (впоследствие Купа на УЕФА). Гьортсен вкарва два гола в първия кръг срещу германския Тасмания (Берлин) и един във втория на шотландския Хибърниън. Това веднага прави впечатление на ДВС, който го привлича за 80 хил. гулдена през лятото на 1963 г. Гьортсен моментално става голмайстор на Ередивизе с 28 гола. Повикан е в националния отбор за гостуването на Албания, вкарвайки един от головете за победата с 2:0, но въпреки това не получава други повиквателни.
През 1964/65 г. той отново е голмайстор на Ередивиси – този път с 23 гола. В следващите години продължава да е ключов играч за ДВС. През 1968 г. претърпява сериозна контузия на ахилесовото сухожилие и през 1971 г. спира с футбола. Впоследствие е треньор на серия аматьорски клубове от Северна Холандия.